# Aspirant
Aspirant est un grade militaire. Étymologiquement, ce grade désigne celui qui aspire à devenir officier, c'est-à-dire qu'il attend cette promotion. C'est généralement un grade d'officier en formation. Il correspond assez sensiblement au terme anglophone « cadet ».

## Argentine
Dans les Forces armées argentines, le mot espagnol aspirante est aussi utilisé pour désigner les élèves des écoles de formation des sous-officiers.

## Belgique
Le terme est également utilisé au Fonds de la recherche scientifique (FNRS)  pour des boursiers en thèse de doctorat.

## Canada

Insignes d'aspirant de marine
Naval cadet

Dans la Marine des Forces armées canadiennes, le grade d'aspirant de marine (en anglais : Naval Cadet) existe depuis 1996 pour le Cadre des instructeurs de cadets et pour toute la Marine depuis 1998. Son abréviation est « aspm ». Anciennement, le titre était élève-officier. Ce grade correspond à celui d'élève-officier dans l'Armée canadienne et l'Aviation royale du Canada.
| Précédé par Premier maître de première classe | Aspirant de marine | Suivi par Enseigne de vaisseau de 2e classe |

## France

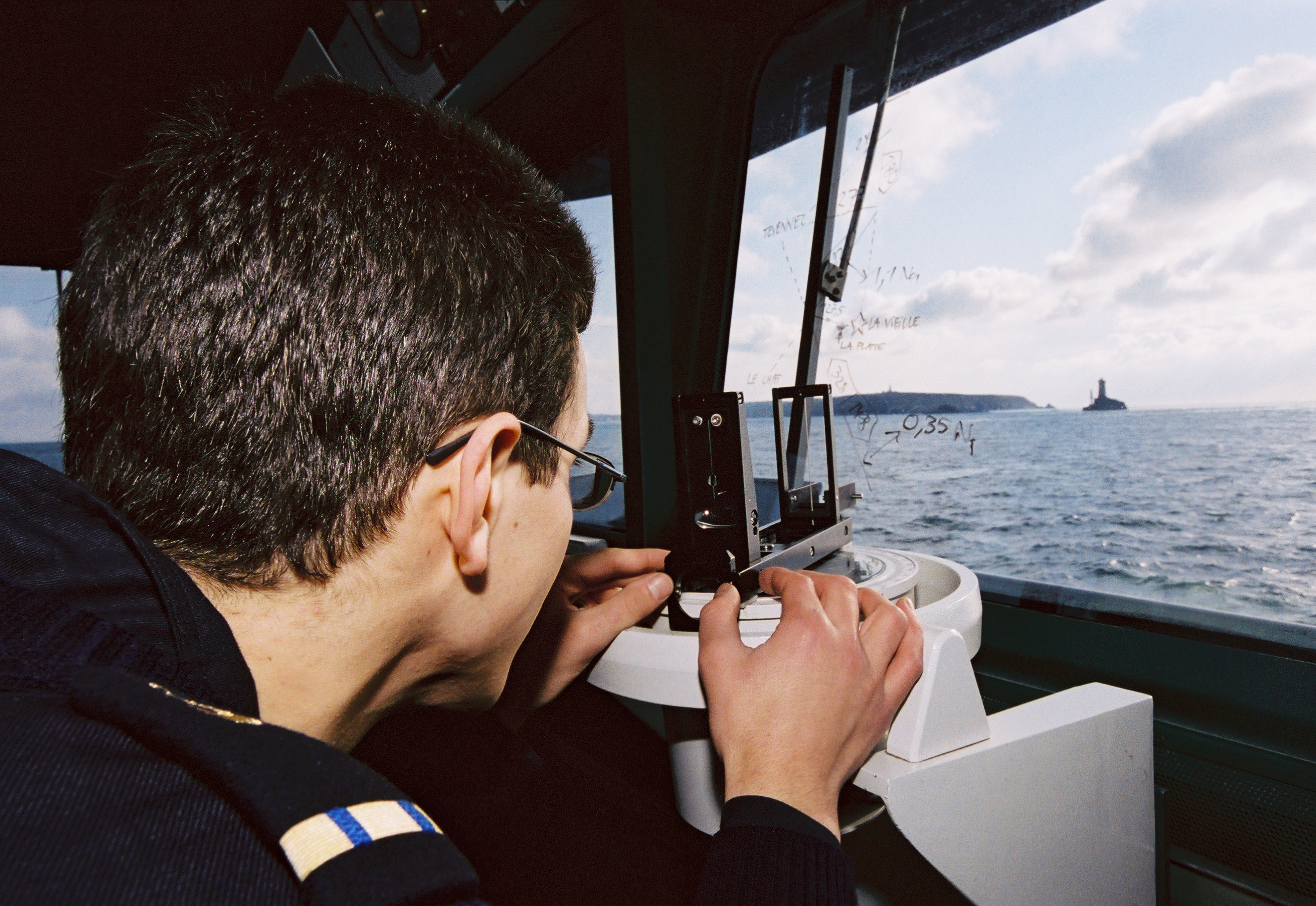
Aspirant de la Marine nationale française effectuant un relèvement à l'alidade sur la passerelle du patrouilleur Cormoran.

Bien que perçu comme le premier grade d'officier, le grade d'aspirant est, dans l'Armée française, officiellement intermédiaire entre les grades de sous-officiers et d’officiers. Ceux-ci n'exercent, en général, pas de commandement au cours de leurs stages ni de leur formation, mais sont assimilés aux officiers de par leur discipline et leur vie courante. Les aspirants sont ainsi appelés, pour les hommes, mon lieutenant (dans les armées de terre et de l'air et la Gendarmerie) ou lieutenant (dans la Marine). L'ancienne appellation monsieur l'aspirant n'est pratiquement plus employée. Deux catégories de personnes reçoivent ce grade : les élèves-officiers ou élèves-ingénieurs et les volontaires aspirants. 
Un élève-officier de réserve (ÉOR) qui a réussi le cours d'EOR reçoit le grade d'aspirant à sa sortie et jusqu'à la fin de son service. S'il « rempile » pour une période complémentaire d'officier de réserve en situation d'activité, il peut être promu sous-lieutenant.
L'aspirant aspire à devenir officier (le grade d'aspirant est le plus souvent utilisé pour les officiers aspirants lieutenants qui sont encore à l'école ou issus du recrutement dit « volontariat »).

### Élèves
Le grade d'aspirant est porté par les élèves-officiers durant le début ou la totalité de leur cursus de formation initiale d'officier. Les élèves-ingénieurs de l’École polytechnique, des cursus militaires de l’ENSTA Bretagne et de l'École nationale supérieure des ingénieurs de l'infrastructure militaire portent ce grade dès la première année de leur cycle de formation avec les galons qui correspondent à l'arme dans laquelle ils évoluent (Terre, Air, Marine). Dans la Gendarmerie nationale, les officiers-élèves (sic) portent le grade d'aspirant durant les premiers mois voire la première année de leur formation.
- Aspirant de l'Armée de terre, à partir de la première année de l’ESM Saint-Cyr.
- Aspirant de l'Armée de terre, à partir de la deuxième année de l’ESM Saint-Cyr.
- Aspirant de l'Armée de terre en formation à l'École militaire des aspirants de Coëtquidan, pour les élèves-officiers sous contrat (EOSC) et les élèves-officiers polytechniciens (EOX).
- Aspirant de l'Armée de terre à l'issue de la formation à l'École militaire des aspirants de Coëtquidan.
- Aspirant de l'Armée de terre, à partir de la première année  de l'EMIA.
- Aspirant de l'Armée de l'air, à partir de la première année de l’École de l'air.
- Aspirant de l'Armée de l'air, pour les officiers sous contrat (OSC) et les élèves-officiers polytechniciens (EOX). Avant 1997, ce grade était celui des officiers issus du contingent, appelés effectuant leur service national militaire dans l'Armée de l'air.
- Aspirant de la gendarmerie, durant la première année de l’AMGN.
- Aspirant de la Marine, à partir de la seconde année de l’École navale
- Aspirant ingénieur de la DGA, à partir de la première année de l’ENSTA Bretagne, ex-ENSIETA
- Aspirant médecin, à partir de la deuxième année à l'ESA de Lyon-Bron. Le galon des aspirants pharmaciens est passepoilé de velours vert, celui des aspirants chirurgiens-dentistes est passepoilé de velours prune.
- Aspirant du corps des Ingénieurs militaires d'infrastructure du Service d'infrastructure de la Défense, pour les élèves en première et deuxième année à l'École nationale supérieure des ingénieurs de l'infrastructure militaire (ENSIM)
- Commissaire aspirant à l'École des commissaires des armées

### Volontaires et réservistes
L'Armée fait de plus en plus appel aux volontaires, personnes détentrices d'un diplôme de premier cycle. Ils peuvent servir pour une durée d'un an (renouvelable quatre fois) au sein des quatre armées et de la DGA, avec le grade d'aspirant. C'est la voie privilégiée pour devenir officier sous contrat.
- Volontaire aspirant de l'Armée de terre (VADAT) avec l'attribut de leur arme d'appartenance.
- Volontaire aspirant de l'Armée de l'air (ou aspirant du contingent, avant la réforme du service national de 1997).
- Aspirant de gendarmerie issu du volontariat (AGIV).
- Volontaire officier aspirant de la Marine (VOA).
- Volontaire de haut niveau (VHN) à la DGA.

Pour servir en tant que volontaire, il faut être français(e) et avoir accompli la Journée défense et citoyenneté.
Il faut avoir entre dix-huit et vingt-six ans et remplir en outre l’une des conditions suivantes :
- avoir été sélectionné pendant un volontariat dans les armées en raison de ses aptitudes et compétences ;
- avoir suivi avec succès une préparation militaire cadre avant le volontariat et être déclaré « apte officier » ;
- être titulaire au minimum d'un titre et/ou diplôme de niveau Bac+2 (la concurrence fait que le niveau se situe en pratique plutôt aux alentours de Bac+4/Bac+5).

Les réservistes opérationnels peuvent également être nommés au grade d'aspirant sous certaines conditions d'ancienneté, d'activité, de diplômes ou de besoin des unités.
| France            | Grades de l'Armée de terre |                           |
| Précédé par Major | Aspirant                   | Suivi par Sous-lieutenant |

| France            | Grades de l'Armée de l'air |                           |
| Précédé par Major | Aspirant                   | Suivi par Sous-lieutenant |

| France            | Grades de la Marine nationale |                                             |
| Précédé par Major | Aspirant                      | Suivi par Enseigne de vaisseau de 2e classe |

| Grades de la Gendarmerie nationale française Aspirant |  |                           |
| Précédé par Major                                     |  | Suivi par Sous-lieutenant |

### Histoire
Le terme d'aspirant semble apparaître au XVIIIe siècle pour désigner les candidats des écoles techniques de l’Armée (artillerie et génie). En 1910, il devient un grade désignant les élèves officiers, qu'il s'agisse des anciens sous-officiers formés dans les écoles d'armes ou des élèves des écoles militaires après leur première année. Pendant la première guerre mondiale, il est utilisé massivement pour les jeunes gens issus des formations accélérées d'officiers. De nombreux aspirants commandent alors des unités au combat, bien qu'officiellement ils ne soient pas considérés comme officiers. Le grade est supprimé avec le retour à la paix en 1919.
En 1934 le grade de sergent-chef de réserve, appelé aspirant, désigne un sous-officier de réserve étant destiné à devenir officier de réserve[réf. nécessaire]. En 1935 ce grade devient intermédiaire entre le sergent-chef et l'adjudant de réserve. En 1936, le grade d'aspirant devient le grade terminal du corps des sous-officiers de réserve, supérieur à l'adjudant-chef. Par analogie avec la réserve, un grade d'aspirant d'active est créé en 1938. Le grade d'aspirant garde une position ambigüe, puisqu'il s'agit encore d'un grade de sous-officier, mais conféré à une personne occupant le plus souvent les fonctions d'un jeune officier. Pendant la seconde guerre mondiale, le grade d'aspirant devient un passage dans les filières de formation des officiers, notamment pour les jeunes gens titulaires du baccalauréat. En 1973, un texte[réf. nécessaire] indique qu’il est soumis aux dispositions applicables aux officiers. Il reste distinct du corps de sous-officier comme de celui d'officier.

## Portugal
Le grade d’aspirante-a-oficial est le premier grade d'officier des Forces armées portugaises, en dessous de ceux d’alferes (armée de terre et force aérienne), de guarda-marinha et de sub-tenente (dans la Marine).

## Roumanie
Le grade d’aspirant est le premier grade d’officier de l'Armée roumaine.

## Suisse
Dans l'Armée suisse, le terme d'aspirant désigne un élève officier durant son passage à l'école d'officiers. Il constitue uniquement une appellation et non pas un grade. L'aspirant jouit de certains avantages dévolus aux officiers et aux sous-officiers supérieurs (voyage en train 1re classe, accès au mess des officiers, etc.).
L'insigne de grade porté est celui qui a été atteint avant l'entrée à l'école d'officiers (en principe le grade de "sergent" depuis la réforme de 2018). Si l'aspirant quitte l'école d'officiers sans être promu, il n'est pas dégradé mais retrouve le grade atteint avant l'école d'officiers.
En Suisse, l'aspirant a préalablement effectué une formation auprès de la troupe (école de recrues), puis dans une école de sous-officier. Il porte les insignes de son école d'officiers : pucelle, insigne de béret, badge, patch.